# Законът на морето
„Законът на морето“ е български игрален филм (драма) от 1958 година на режисьора Яким Якимов, по сценарий на Хаим Оливер и Анжел Вагенщайн. Оператор е Георги Карайорданов. Музиката във филма е композирана от Иван Маринов.

## Актьорски състав
- Георги Георгиев – Гец – Петър
- Богомил Симеонов – Александър
- Ани Дамянова – Мария
- Стефан Петров – Барба Никос
- Никола Дадов – Скаридката
- Георги Попов – Гец
- Димитър Бочев – Андрей
- Стефан Великов – Началникът на базата
- Милка Туйкова – Лекарката